# Сухомлинов, Николай Фёдорович
Никола́й Фёдорович Сухомли́нов (1852 — 27 января 1934, Париж) — херсонский губернский предводитель дворянства в 1896—1917 гг., член Государственного совета по выборам, гофмейстер.

## Биография
Из потомственных дворян Херсонской губернии. Крупный землевладелец той же губернии (родовые 21400 десятин и приобретённые 23000 десятин), а также Бессарабской губернии (приобретённые 488 десятин).
Окончил Ришельевскую гимназию и юридический факультет Новороссийского университета со степенью кандидата прав (1872).
26 февраля 1874 года начал службу в канцелярии Комитета министров, а в июле того же года был переведён кандидатом на судебные должности при Санкт-Петербургском окружном суде. В следующем году был командирован в помощь судебным следователям города Санкт-Петербурга. При введении судебной реформы в Варшавском судебном округе откомандирован к исполнению должности судебного следователя Калишского окружного суда. В 1878 году был назначен товарищем прокурора этого суда, а в 1880 году — переведён на ту же должность в Варшавский окружный суд.
В 1881 году оставил государственную службу и посвятил себя общественной деятельности. Избирался гласным Одесского уездного и Херсонского губернского земских собраний (1883—1906), гласным Одесской городской думы (1889—1903), почётным мировым судьей по Одесскому уезду и городу Одессе. С 1884 года состоял Одесским уездным, а с 1896 года — херсонским губернским предводителем дворянства, занимал эту должность до 1917 года.
В своих имениях вёл многоотраслевое хозяйство: виноградарство, полеводство, скотоводство, соляной промысел. Владел тремя хлебными магазинам в Одессе. В 1884—1896 годах был председателем правления Земского банка Херсонской губернии, учреждённого его отцом, единственного в России взаимокредитного учреждения долгосрочного земского кредита. В 1887 году был избран в вице-президенты, а в 1890 году — в президенты Общества сельского хозяйства Южной России, в каковой должности состоял до 1917 года.
В 1894—1896 годах состоял также членом сельско-хозяйственного совета Министерства земледелия и государственных имуществ. Неоднократно, по приглашению правительства, участвовал в различных комиссиях и совещаниях, созываемых в Санкт-Петербурге по сельскохозяйственным, финансовым и торговым вопросам. Дослужился до чина действительного статского советника (1899). В 1901 году был пожалован в камергеры, а в 1908 году — в гофмейстеры.
7 апреля 1906 года избран в члены Государственного совета от дворянских обществ и, выйдя пo жребию из состава совета в мае 1909 года, 7 октября 1909 года переизбран на девятилетний срок. Входил в группу центра. Состоял членом, а с 1907 года — заместителем председателя финансовой комиссии.
Участвовал в съездах Объединенного дворянства в качестве уполномоченного херсонского дворянства, в 1906—1917 годах входил в его Постоянный совет. В годы Первой мировой войны входил в Романовский комитет для воспособления делу призрения сирот сельского населения.
После Октябрьской революции эмигрировал. Умер в Париже в 1934 году после тяжёлой и продолжительной болезни.

## Брак и дети
Жена — Надежда Артемьевна Сухомлинова, урождённая Резникова. Председательница Общества покровительства животным, начальница женского попечительского совета. Дети:
- Фёдор (? — после 1934 года);
- Елена (10(23).12.1882 — 11.02.1962). Замужем за князем Борисом Николаевичем Аргутинским-Долгоруким. Похоронена в Ницце на кладбище Кокад[3].

## Награды
- Орден Святого Станислава 1-й ст. (1902)
- Орден Святой Анны 1-й ст. (1905)
- Орден Святого Владимира 2-й ст. (1910)
- Высочайшая благодарность (1911)
- Орден Белого Орла (1913)

- медаль «В память царствования императора Александра III»
- медаль «В память коронации Императора Николая II»
- медаль «За труды по первой всеобщей переписи населения»
- медаль «В память 200-летия Полтавской битвы»
- знак отличия «за труды по землеустройству»
- медаль «В память 300-летия царствования дома Романовых»